# Afstandsonderwijs
Afstandsonderwijs is een vorm van onderwijs waarbij de studenten niet fysiek aanwezig zijn om onderwezen te worden. In plaats daarvan wordt er ongelijktijdig gecommuniceerd tussen leraar en leerling op tijden die zij zelf kiezen, bijvoorbeeld via e-mail, E-learning of MOOC. Een andere mogelijkheid is dat er via moderne middelen gelijktijdig wordt gecommuniceerd, bijvoorbeeld door middel van chatten. De Nederlandse onderwijsinspectie geeft als definitie van afstandsonderwijs: "Onderwijs op afstand, schriftelijk onderwijs, met onder meer gebruikmaking van radio, televisie en computer. Bijvoorbeeld Open Universiteit."
Afstandsonderwijs is vooral gebruikelijk in dunbevolkte gebieden omdat scholen enerzijds te klein zijn of de leerlingen anderzijds te lange afstanden moeten afleggen.

## Afstandsonderwijsinstellingen
- Edufax, internationale onderwijsbegeleiding voor families en HR-managers/volledig afstandsonderwijs aan kinderen/jongeren van Nederlanders en Vlamingen in het buitenland (officieel erkend door Ministerie van Onderwijs)
- Wereldschool, volledig afstandsonderwijs (basisschool, vmbo-tl, havo en vwo) voor Nederlandstalige kinderen in het buitenland
- Stichting Rijdende School, afstandsonderwijs voor kinderen van kermisexploitanten en circusmedewerkers Nederland
- Webchair, afstandsonderwijs voor thuiszitters met een vorm van autisme of gedragsproblemen in Nederland
- Bednet, afstandsonderwijs voor zieke kinderen in Vlaanderen
- Centrum voor Afstandsonderwijs, Vlaanderen
- Ondernemersschool, Nederland
- Thuiscursus.nl, Nederland
- Centre de Formation à Distance, Wallonië en Frankrijk
- Hogeschool Gent, België
- Hogeschool West-Vlaanderen dept. PIH
- Nationale Handelsacademie
- Nederlands Talen Instituut
- Leidse Onderwijsinstellingen, Nederland
- Open Universiteit, Nederland en Vlaanderen
- Open Universiteit Catalonië
- The Open University, Verenigd Koninkrijk
- UNED, Spanje
- KATHO, België
- KAHO Sint-Lieven
- Laudius, Nederland en Vlaanderen
- Erasmushogeschool Brussel, België
- SCVO Pestalozzi (Antwerpen)
- Edufax, afstandsonderwijs aan kinderen van Nederlanders en Vlamingen in het buitenland
- Stichting INIO, afstandsonderwijs aan Nederlandstalige leerlingen in het buitenland die geen NTC-locatie kunnen bezoeken
- NHA Opleidingen (Nederland en België)
- Dutch University College/DUC Educational Centre (Nederland, Hongarije, Singapore)
- Fernuniversität in Hagen, Hagen, Duitsland
- VIVES hogeschool Kortrijk